# تاريخ البيع بالتجزئة
يشمل تاريخ البيع بالتجزئة بيع السلع والخدمات للمستهلكين عبر جميع الثقافات والفترات الزمنية من التاريخ القديم إلى الوقت الحاضر. 
كان الشكل الأول للتجارة هو المساومة بين الحضارات الإنسانية المبكرة. بدءًا من مدن الشرق الأوسط في الألفية السابعة قبل الميلاد ظهرت أسواق البيع بالتجزئة عندما خلقت الحضارات المال للسماح بالتجارة بسهولة أكبر. تم إنشاء الأسواق المفتوحة من قبل العديد من الحضارات الشرق أوسطية والأوروبية القديمة لتمكين التجار والمنتجين الآخرين من بيع البضائع للمستهلكين. تم إنشاء أقدم مراكز البيع بالتجزئة الدائمة المعروفة والمنتديات في روما القديمة. ويُعتقد أنه تم إنشاء مراكز تسوق مماثلة في الصين، لكن هذه المعلومات ضاعت. كان البيع بالتجزئة في الصين واسع النطاق بحلول الألفية الأولى قبل الميلاد، وشمل ذلك العلامات التجارية والتعبئة والتغليف.
لم يعد المستهلكون يقومون بالشراء من المتاجر الثابتة في أوروبا في العصور الوسطى وبدلاً من ذلك ذهبوا مباشرة إلى ورش التجار. تم استخدام الأسواق أو الباعة الجائلين لبيع السلع القابلة للتلف. تأسست أقدم منطقة تجارية في أوروبا  وتشيستر رووز وفي إنجلترا في القرن الثالث عشر. في هذا الوقت لم تكن المتاجر عادةً أكبر من الأكشاك، وكانت البضائع تُحفظ بعيدًا عن الأنظار حتى يتم بيعها. كان لدى أوروبا أسواق ومعارض يومية أو أسبوعية، اعتمادًا على حجم البلدة أو المدينة. شهدت أوروبا الحديثة المبكرة ظهور المتاجر الدائمة ذات ساعات العمل المحددة باعتبارها الشكل السائد لتجارة التجزئة مع زيادة عدد المتاجر التي تبيع السلع العامة أكثر من المتاجر المتخصصة في سلع معينة. كما زاد حجمها أيضًا مما مكن العملاء من التصفح بداخلها. كما أدى ظهور التجار العامين إلى فصل البيع بالجملة عن البيع بالتجزئة، حيث ذهب المستهلكون إلى المتاجر بدلاً من التجار لشراء البضائع.
تم إصلاح تجارة التجزئة الحديثة مع الثورة الصناعية وظهور المتجر متعدد الأقسام في القرن التاسع عشر. كانت المتاجر الكبرى بمثابة مراكز ثقافية حيث يمكن للمستهلكين التجمع والبحث عن الترفيه. تم أيضًا نشر البيع بالتجزئة عن بعد من خلال كتالوجات الطلبات عبر البريد. كان نورثلاند مول أول مركز تسوق حديث، تم افتتاحه في الولايات المتحدة في عام 1954. وقد زاد حجم المتاجر بشكل ملحوظ خلال القرن العشرين حيث احتلت مخازن المستودعات مساحات واسعة وتبيع مجموعة كبيرة ومتنوعة من السلع. انتشر التسوق عبر الإنترنت في القرن الحادي والعشرين، ليتنافس مع المتاجر المادية التقليدية.

## العصور القديمة
ويُعتقد أن البيع والشراء قد ظهرا في آسيا الصغرى (تركيا الحديثة) في حوالي الألفية السابعة قبل الميلاد. يدعي هيرودوت وهو مؤرخ يوناني، أن مدينة ليديا هي المكان الذي نشأت منه تجارة التجزئة - جنبًا إلى جنب مع العملات الذهبية والفضية.يشير غريبور إلى أدلة على وجود متاجر ومراكز تجارية بدائية في تلال سيالك في كاشان (6000 قبل الميلاد) وكاتالك هويوك في تركيا الحديثة (7500-5700 قبل الميلاد) وأريحا (2600 قبل الميلاد) وسوسة (4000 قبل الميلاد).كانت الأسواق العامة في الهواء الطلق معروفة في بابل القديمة وآشور وفينيقيا ومصر. احتلت هذه الأسواق عادةً مكانًا في وسط المدينة. وفي محيط السوق، احتل الحرفيون المهرة، مثل عمال المعادن والصاغة وعمال الجلود، أماكن عمل دائمة في الأزقة المؤدية إلى السوق المفتوحة. ربما يكون هؤلاء الحرفيون قد باعوا بضائعهم مباشرة من أماكن عملهم، لكنهم قاموا أيضًا بإعداد بضائع للبيع في أيام السوق. في اليونان القديمة كانت الأسواق تعمل داخل أغورا، وهي مساحة مفتوحة حيث، في أيام السوق، يتم عرض البضائع على الحصير أو الأكشاك المؤقتة. وفي روما القديمة، كانت التجارة تتم في المنتدى. كان لروما منتديان: المنتدى الروماني ومنتدى تراجان. وكان الأخير عبارة عن مساحة شاسعة تضم مباني متعددة ومتاجر على أربعة مستويات يمكن القول إن المنتدى الروماني كان أول مثال لواجهة متجر بيع بالتجزئة دائمة. في العصور القديمة كان التبادل يتضمن البيع المباشر عبر التجار أو الباعة المتجولين وكانت أنظمة المقايضة شائعة.
وقد قام الفينيقيون المشهورون بمهاراتهم البحرية، بإرسال سفنهم عبر البحر الأبيض المتوسط ليصبحوا قوة تجارية كبرى بحلول القرن التاسع قبل الميلاد واستورد الفينيقيون وصدروا الأخشاب والمنسوجات والزجاج ومنتجات مثل النبيذ والزيت والفواكه المجففة والمكسرات. استلزمت مهاراتهم التجارية إنشاء شبكة من المستعمرات على طول ساحل البحر الأبيض المتوسط تمتد من جزيرة كريت الحديثة إلى طنجة وسردينيا. لم يتاجر الفينيقيون بالسلع المادية فحسب، بل كان لهم أيضًا دور فعال في نقل الثقافة. استلزمت شبكات التجارة الفينيقية الواسعة قدرًا كبيرًا من مسك الدفاتر والمراسلات. في حوالي عام 1500 قبل الميلاد طور الفينيقيون أبجدية ساكنة كانت أسهل بكثير في التعلم من النصوص المعقدة المستخدمة في مصر القديمة وبلاد ما بين النهرين. كان التجار والتجار الفينيقيون مسؤولين إلى حد كبير عن نشر أبجديتهم في جميع أنحاء المنطقة  وتم العثور على نقوش فينيقية في المواقع الأثرية في عدد من المدن والمستعمرات الفينيقية السابقة حول البحر الأبيض المتوسط، مثل جبيل (في لبنان الحالي) وقرطاج في شمال أفريقيا.
في العالم اليوناني الروماني كان السوق يخدم في المقام الأول الفلاحين المحليين فكان المنتجون المحليون، الذين كانوا فقراء عمومًا يبيعون فوائض صغيرة من أنشطتهم الزراعية الفردية ويشترون معدات زراعية صغيرة ويشترون أيضًا بعض الكماليات لمنازلهم. كان المنتجون الرئيسيون، مثل العقارات الكبرى، جذابين بدرجة كافية للتجار للاتصال مباشرة ببوابات مزارعهم، مما أدى إلى تجنب حاجة المنتجين لحضور الأسواق المحلية. وكان ملاك الأراضي الأثرياء يديرون عملية التوزيع الخاصة بهم، والتي ربما كانت تتضمن التصدير والاستيراد. إن طبيعة أسواق التصدير في العصور القديمة موثقة جيدًا في المصادر القديمة ودراسات الحالة الأثرية. كان الرومان يفضلون شراء البضائع من أماكن محددة: المحار من لندينيوم، والقرفة من جبل معين في شبه الجزيرة العربية وقد حفزت هذه التفضيلات المكانية التجارة في جميع أنحاء أوروبا والشرق الأوسط. وكانت الأسواق أيضًا مراكز مهمة للحياة الاجتماعية.
تمت دراسة صعود تجارة التجزئة والتسويق في إنجلترا وأوروبا على نطاق واسع، ولكن لا يُعرف سوى القليل عن التطورات في أماكن أخرى. ومع ذلك، تشير الأبحاث الحديثة إلى أن الصين أظهرت تاريخًا غنيًا في أنظمة البيع بالتجزئة المبكرة. منذ عام 200 قبل الميلاد، تم استخدام التغليف والعلامات التجارية الصينية للإشارة إلى العائلة وأسماء الأماكن وجودة المنتج، وتم استخدام العلامات التجارية للمنتجات التي فرضتها الحكومة بين 600 و 900 م. جادل إيكهارت وبنغتسون أنه خلال عهد أسرة سونغ (960-1127) ، طور المجتمع الصيني ثقافة استهلاكية، حيث كان من الممكن تحقيق مستوى عالٍ من الاستهلاك لمجموعة واسعة من المستهلكين العاديين بدلاً من النخبة فقط. أدى ظهور ثقافة المستهلك إلى الاستثمار التجاري في إدارة صورة الشركة بعناية، ولافتات البيع بالتجزئة، والعلامات التجارية الرمزية، وحماية العلامات التجارية ومفاهيم العلامات التجارية المتطورة.

## أوروبا في العصور الوسطى
ففي إنجلترا وأوروبا في العصور الوسطى ، تم العثور على عدد قليل نسبيا من المتاجر الدائمة. بدلا من ذلك ، دخل العملاء إلى ورش عمل التاجر حيث ناقشوا خيارات الشراء مباشرة مع التجار. في لندن في القرن 13 ، كان من المعروف وجود التجار والخردوات وباع البقالون "سلعا صغيرة متنوعة بالإضافة إلى التوابل والأدوية" ولكن تم بيع الأسماك والمواد سريعة التلف الأخرى من خلال الأسواق أو تجار الأزياء أو المتجولين أو الباعة المتجولين أو أنواع أخرى من البائعين المتجولين.
في المدن الأكثر اكتظاظا بالسكان ، بدأ عدد قليل من المتاجر في الظهور بحلول القرن 13. في تشيستر ، يمثل رواق التسوق المغطى في العصور الوسطى ابتكارا رئيسيا جذب المتسوقين من أميال عديدة. يعتقد أن رواق التسوق الذي يعود إلى العصور الوسطى ، المعروف باسم "The Rows" هو الأول من نوعه في أوروبا.  لا يزال من الممكن العثور على أجزاء من صف تشيستر في العصور الوسطى ، والذي يعتقد أنه يعود إلى منتصف القرن الثالث عشر ، في شيشاير. في القرن 13 أو 14 ، تم تسجيل رواق آخر به العديد من المتاجر في Drapery Row في وينشستر. يشير ظهور أسماء الشوارع مثل Drapery Row و Mercer'sLane و Ironmonger Lane في فترة العصور الوسطى إلى أن المتاجر الدائمة أصبحت أكثر شيوعا.
متأخر من القرن 16 ، وصفت متاجر لندن بأنها أكثر بقليل من "أكشاك وقحة" وأصحابها "يصرخون بصوت عال مثل المتجولين". عادة ما يكون لواجهات المتاجر باب أمامي به فتحتان أوسع على كلا الجانبين ، كل منهما مغطى بمصاريع. يقترح كوكس ودانيهل أن تجربة المتسوق في العصور الوسطى كانت مختلفة تماما. عدم وجود نوافذ زجاجية ، والتي كانت نادرة خلال فترة العصور الوسطى ، ولم تصبح شائعة حتى القرن الثامن عشر ، يعني أن التصميمات الداخلية للمتاجر كانت أماكن مظلمة. خارج الأسواق ، نادرا ما كانت البضائع معروضة وكان عداد الخدمة غير معروف. كان لدى المتسوقين فرص قليلة نسبيا لفحص البضائع قبل الاستهلاك. كان لدى العديد من المتاجر فتحات في الشارع الذي يخدمون منه العملاء.
غالبا ما تم إجراء عمليات شراء أكثر تخصصا للسلع التي يصنعها الحرفيون مثل الملابس والأثاث والأعمال المعدنية والفخار المزخرف والفن من خلال زيارة ورشة العمل حيث تم تصنيعها ، غالبا لمناقشة الأشياء أولا ثم الموافقة عليها وجمعها. باستثناء المستوى الأدنى ، عادة ما يزور الخياطون العميل في منازلهم للحصول على التعليمات أو التجهيزات. خارج المدن الكبرى ، تمت معظم عمليات الشراء الاستهلاكية من خلال الأسواق أو المعارض. كانت الأسواق تعقد يوميا في البلدات والمدن الأكثر اكتظاظا بالسكان أو أسبوعيا في المناطق الريفية ذات الكثافة السكانية المنخفضة. الأسواق تبيع المنتجات الطازجة. الفواكه والخضروات والمخبوزات واللحوم والدواجن والأسماك وبعض المواد الغذائية الجاهزة للأكل ؛ بينما كانت المعارض تعمل في دورة دورية وكانت مرتبطة دائما تقريبا بمهرجان ديني. باعت المعارض المواد غير القابلة للتلف مثل الأدوات الزراعية والأدوات المنزلية والأثاث والسجاد والسيراميك. انتشرت مدن السوق في المشهد الأوروبي في العصور الوسطى بينما قام الباعة المتجولون بتزويد المناطق الأقل كثافة سكانية أو المناطق التي يصعب الوصول إليها. عمل الباعة المتجولون وغيرهم من البائعين المتجولين جنبا إلى جنب مع أنواع أخرى من البيع بالتجزئة لعدة قرون. قارن الفيلسوف السياسي جون ستيوارت ميل راحة الأسواق / المعارض براحة الباعة المتجولين:
ومن المبكر اللجوء إلى إنشاء المعارض والأسواق، حيث يمكن للمستهلكين والمنتجين أن يجتمعوا دوريا، دون أي وكالة وسيطة؛ وهذه الخطة تجيب بشكل جيد مقبول للعديد من المقالات ، وخاصة المنتجات الزراعية ... ولكن كانت غير مريحة للمشترين الذين لديهم مهن أخرى ، ولا يعيشون في المنطقة المجاورة مباشرة ... ويجب إما توفير احتياجات المستهلكين لفترة طويلة مسبقا ، أو يجب أن تظل طويلة غير مزودة ، حتى قبل أن تعترف موارد المجتمع بإنشاء المتاجر ، فإن توريد هذه الرغبات يقع عالميا في أيدي التجار المتجولين: المتجولون ، الذين قد يظهرون مرة واحدة في الشهر ، مفضلون على المعرض ، التي عادت مرة أو مرتين فقط في السنة.
قام Blintiff بالتحقيق في شبكات العصور الوسطى المبكرة لمدن السوق في جميع أنحاء أوروبا ويقترح أنه بحلول القرن 12 كان هناك ارتفاع في عدد مدن السوق وظهور الدوائر التجارية حيث قام التجار بتجميع الفوائض من الأسواق الإقليمية الأصغر والأسواق اليومية المختلفة وإعادة بيعها في مدن السوق المركزية الأكبر. يبدو أن الأسواق قد ظهرت بشكل مستقل خارج أوروبا. غالبا ما يشار إلى البازار الكبير في اسطنبول على أنه أقدم سوق يعمل باستمرار في العالم. بدأ بنائه في عام 1455. كتب الغزاة الإسبان بشكل متوهج عن الأسواق في الأمريكتين. في القرن 15 ، كان سوق المكسيك (الأزتك) في تلاتيلولكو الأكبر في جميع الأمريكتين.
تم تنظيم مدن السوق الإنجليزية من فترة مبكرة نسبيا. منح الملوك الإنجليز ميثاقا للوردات المحليين لإنشاء أسواق ومعارض لمدينة أو قرية. سيمنح هذا الميثاق اللوردات الحق في فرض رسوم وأيضا توفير بعض الحماية من الأسواق المنافسة. على سبيل المثال ، بمجرد منح سوق مستأجر لأيام سوق محددة ، لا يمكن فتح سوق منافس قريب في نفس الأيام. عبر أحياء إنجلترا ، نشأت شبكة من الأسواق المستأجرة بين القرنين 12 و16، مما أعطى المستهلكين خيارا معقولا في الأسواق التي يفضلون رعايتها. تشير دراسة عن عادات الشراء للرهبان وغيرهم من الأفراد في إنجلترا في العصور الوسطى إلى أن المستهلكين في تلك الفترة كانوا مميزين نسبيا. استندت قرارات الشراء إلى معايير الشراء مثل تصورات المستهلكين لنطاق السلع وجودتها وسعرها. هذا أبلغ القرارات حول مكان إجراء مشترياتهم والأسواق التي كانت متفوقة.
أجرى بروديل ورينولد دراسة منهجية لمدن السوق الأوروبية هذه بين القرنين الثالث عشر والخامس عشر. يظهر تحقيقهم أنه في المناطق الإقليمية كانت الأسواق تعقد مرة أو مرتين في الأسبوع بينما كانت الأسواق اليومية شائعة في المدن الكبرى. تدريجيا مع مرور الوقت ، بدأت المتاجر الدائمة ذات أيام التداول العادية تحل محل الأسواق الدورية ، بينما ملأ الباعة المتجولون الفجوات في التوزيع. اتسم السوق المادي بتبادل المعاملات وتميز الاقتصاد بالتجارة المحلية. أفاد بروديل أنه في عام 1600 ، سافرت البضائع لمسافات قصيرة نسبيا - الحبوب 5-10 أميال. الماشية 40-70 ميل ؛ الصوف والقماش الصوفي 20-40 ميلا. بعد عصر الاكتشاف الأوروبي ، تم استيراد البضائع من بعيد - قماش كاليكو من الهند ، والخزف والحرير والشاي من الصين ، والتوابل من الهند وجنوب شرق آسيا والتبغ والسكر والروم والقهوة من العالم الجديد. في القرنين 18 و19 ، وخاصة بحلول ثمانينيات القرن التاسع عشر ، كانت هذه المتاجر وفيرة في جميع أنحاء الولايات المتحدة. كانت العديد من هذه المتاجر عبارة عن متاجر أدوية أو متاجر عامة تبيع كل شيء من البقالة والأقمشة إلى الألعاب والأدوات. كان الناس خلال هذا الوقت يوسعون الاستيطان في جميع أنحاء البلاد ويخلقون بلدات جديدة. لم يكن من غير المألوف أن يكون لكل مدينة متجر للأم والبوب يقدم سلعا عامة يمكن شراؤها للحياة اليومية.
وصف كاتب المقالات الإنجليزي ، جوزيف أديسون ، الذي كتب في عام 1711 ، الأصل الغريب للمنتجات المتاحة للمجتمع الإنجليزي بالعبارات التالية:
سفننا محملة بحصاد كل مناخ: يتم تخزين طاولاتنا بالتوابل والزيوت والنبيذ: تمتلئ غرفنا بأهرامات الصين ومزينة بصنعة اليابان: يأتي مشروع الصباح إلينا من أبعد أركان الأرض: نصلح أجسادنا بمخدرات أمريكا ونستريح تحت الستائر الهندية. صديقي السير أندرو يسمي كروم العنب في فرنسا حدائقنا. جزر التوابل لدينا أسرة ساخنة. الفرس نساجونا الحريريون ، والصينيون خزافونا. تزودنا الطبيعة بالفعل بضروريات الحياة المجردة ، لكن حركة المرور تعطينا تنوعا أكبر لما هو مفيد ، وفي الوقت نفسه تزودنا بكل ما هو مناسب وزينة.
قام لوكا كليريكي بدراسة مفصلة لسوق المواد الغذائية في فيتشنزا خلال القرن السادس عشر. وجد أن هناك العديد من الأنواع المختلفة من البائعين الذين يعملون خارج الأسواق. على سبيل المثال ، في تجارة الألبان ، تم بيع الجبن والزبدة من قبل أعضاء نقابتين حرفيتين (أي تجار الجبن الذين كانوا أصحاب متاجر) ومن يسمون ب "البائعين" (المتجولون الذين يبيعون مجموعة واسعة من المواد الغذائية) ، ومن قبل البائعين الآخرين الذين لم يتم تسجيلهم في أي نقابة. كانت متاجر تجار الجبن تقع في قاعة المدينة وكانت مربحة للغاية. زاد البائعون المباشرون من عدد البائعين ، وبالتالي زيادة المنافسة ، لصالح المستهلكين. باع البائعون المباشرين، الذين جلبوا المنتجات من المناطق الريفية المحيطة ، بضاعتهم من خلال السوق المركزي وقاموا بتسعير سلعهم بأسعار أقل بكثير من تجار الجبن.

## القرنان 17 و19
بحلول القرن 17 ، بدأت المتاجر الدائمة ذات ساعات التداول الأكثر انتظاما في استبدال الأسواق والمعارض كمنفذ رئيسي للبيع بالتجزئة. كان أصحاب المتاجر الإقليميون نشطين في كل مدينة سوق إنجليزية تقريبا. باع أصحاب المتاجر هؤلاء البضائع العامة ، مثل الكثير من المتاجر المعاصرة أو المتاجر العامة. على سبيل المثال ، قام ويليام ألين ، وهو تاجر في تامورث توفي عام 1604 ، ببيع التوابل جنبا إلى جنب مع الفراء والأقمشة. قام ويليام ستاوت من لانكستر ببيع السكر والتبغ والأظافر والخوخ بالتجزئة في كل من متجره والأسواق المركزية. تكشف سيرته الذاتية أنه قضى معظم وقته في إعداد المنتجات للبيع في السوق المركزي ، مما أدى إلى تدفق العملاء إلى المدينة.
مع نمو عدد المتاجر ، خضعوا للتحول. إن زخارف المتجر الحديث ، التي كانت غائبة تماما عن المتجر الذي يعود إلى القرن السادس عشر وأوائل القرن السابع عشر ، أفسحت المجال تدريجيا للديكورات الداخلية للمتاجر وواجهات المتاجر المألوفة أكثر للمتسوقين المعاصرين. قبل القرن الثامن عشر ، لم يكن لدى متجر البيع بالتجزئة النموذجي عداد ، وحالات عرض ، وكراسي ، ومرايا ، وغرف تغيير الملابس ، وما إلى ذلك. ومع ذلك ، بدأت الفرصة للعميل لتصفح البضائع واللمس والشعور بالمنتجات متاحة ، مع ابتكارات البيع بالتجزئة من أواخر القرن 17 وأوائل القرن 18. تم استخدام الزجاج على نطاق واسع من أوائل القرن 18. أشار المعلقون الإنجليز إلى السرعة التي تم بها تركيب الزجاج ، وأشار دانيال ديفو ، الذي كتب في عام 1726 ، إلى أنه "لم يكن هناك مثل هذه اللوحات والتذهيب ، مثل الوشاح والنظارات التي تبدو مثل أصحاب المتاجر كما هو الحال الآن".
خارج المدن الكبرى ، يمكن لعدد قليل من المتاجر خدمة نوع واحد من العملاء حصريا. ومع ذلك ، قدمت متاجر البيع بالتجزئة تدريجيا ابتكارات من شأنها أن تسمح لها بفصل العملاء الأكثر ثراء عن "ريف راف". كانت إحدى التقنيات هي فتح نافذة على الشارع يمكن من خلالها خدمة العملاء. هذا سمح ببيع البضائع لعامة الناس ، دون تشجيعهم على الدخول. حل آخر ، أصبح رائجا منذ أواخر القرن السادس عشر هو دعوة العملاء المفضلين إلى غرفة خلفية للمتجر ، حيث كانت البضائع معروضة بشكل دائم. هناك أسلوب آخر ظهر في نفس الوقت تقريبا وهو إقامة عرض للسلع في المنزل الخاص لصاحب المتجر لصالح العملاء الأكثر ثراء. يصف صموئيل بيبيس ، على سبيل المثال ، الذي كتب في عام 1660 ، دعوته إلى منزل بائع تجزئة لمشاهدة رافعة خشبية. نظم كل من رواد الأعمال الإنجليز في القرن الثامن عشر ، يوشيا ويدجوود وماثيو بولتون ، عروضا واسعة لبضاعتهم في مساكنهم الخاصة أو في قاعات مستأجرة.
جادل سافيت بأنه بحلول القرن الثامن عشر ، بدأ التجار الأمريكيون ، الذين كانوا يعملون كمستوردين ومصدرين ، في التخصص في أدوار البيع بالجملة أو التجزئة. كانوا يميلون إلى عدم التخصص في أنواع معينة من البضائع ، وغالبا ما يتاجرون كتجار عامين ، ويبيعون مجموعة متنوعة من أنواع المنتجات. تركز هؤلاء التجار في المدن الكبرى. وكثيرا ما كانت توفر مستويات عالية من التمويل الائتماني لمعاملات التجزئة.
بحلول أواخر القرن الثامن عشر ، بدأت أروقة التسوق الكبرى في الظهور في جميع أنحاء أوروبا وفي Antipodes. يشير رواق التسوق إلى مساحة متعددة البائعين ، تعمل تحت سقف مغطى. عادة ، تم بناء السقف من الزجاج للسماح بالضوء الطبيعي وتقليل الحاجة إلى الشموع أو الإضاءة الكهربائية. ظهرت بعض الأمثلة المبكرة على رواق التسوق في باريس ، بسبب افتقارها إلى رصيف للمشاة. بدأ تجار التجزئة ، الذين يتوقون إلى جذب المتسوقين من خلال توفير بيئة تسوق بعيدا عن الشوارع القذرة ، في بناء أروقة بدائية. تم افتتاح Coliseé في عام 1771 ، ويقع في الشانزليزيه ، ويتألف من ثلاثة أروقة ، لكل منها عشرة متاجر ، تعمل جميعها خارج قاعة رقص مركزية. بالنسبة للباريسيين ، كان ينظر إلى الموقع على أنه بعيد جدا ، وأغلق الممرات في غضون عامين من الافتتاح. مستوحاة من الأسواق العربية ، غاليري دي بوا ، سلسلة من المتاجر الخشبية تربط نهايات القصر الملكي ، افتتحت في عام 1786 وأصبحت جزءا أساسيا من الحياة الاجتماعية الباريسية.
وصف المهندس المعماري ، برتراند ليموين الفترة من 1786 إلى 1935 ، بأنها l'Ère des passages couverts (عصر الممرات). في العواصم الأوروبية ، انتشرت أروقة التسوق في جميع أنحاء القارة ، ووصلت إلى ذروتها في أوائل القرن التاسع عشر: القصر الملكي في باريس (افتتح عام 1784) ؛ ممر دي فيدو في باريس (افتتح عام 1791) وممر دو كلير في عام 1799. بيكاديللي أركيد في لندن (افتتح عام 1810) ؛ ممر كولبير في باريس (1826) وغاليريا فيتوريو إيمانويل في ميلانو (1878).  تم تصميم تجار التجزئة في الأركيد لجذب الطبقة الوسطى اللطيفة ، وباعوا السلع الفاخرة بأسعار مرتفعة نسبيا. ومع ذلك ، لم تكن الأسعار رادعا أبدا ، حيث أصبحت هذه الأروقة الجديدة مكانا للتسوق والرؤية. قدمت الأروقة للمتسوقين وعدا بمساحة مغلقة بعيدا عن الفوضى التي ميزت الشوارع الصاخبة والقذرة. مساحة دافئة وجافة بعيدا عن العوامل الجوية ، وملاذ آمن حيث يمكن للناس الاختلاط وقضاء أوقات فراغهم. نظرا لأن الآلاف من النظارات التي غطت الأروقة منتشرة في جميع أنحاء أوروبا ، فقد أصبحت أكبر وأكثر زخرفة. بحلول منتصف القرن التاسع عشر ، أصبحوا مراكز بارزة للأزياء والحياة الاجتماعية. أصبح التنزه في هذه الأروقة وقتا شائعا في القرن التاسع عشر للطبقات الوسطى الناشئة. لخص الدليل المصور لباريس لعام 1852 جاذبية الأروقة في الوصف التالي:
"عند الحديث عن الشوارع الداخلية ، ذكرنا مرارا وتكرارا الأروقة التي تفتح عليها. هذه الأروقة ، وهي اختراع حديث للرفاهية الصناعية ، عبارة عن ممرات ذات سقف زجاجي وألواح رخامية تمتد عبر كتل كاملة من المباني ، والتي انضم أصحابها معا لمثل هذه الشركات. تصطف على جانبي هذه الممرات ، التي تستمد ضوءها من الأعلى ، وهي المتاجر الأكثر أناقة بحيث تكون الممرات مدينة ، عالما مصغرا ، حيث سيجد العملاء كل ما يحتاجون إليه ".
يعتبر القصر الملكي ، الذي افتتح للباريسيين في عام 1784 وأصبح أحد أهم الأسواق في باريس ، بشكل عام أقدم مثال في أروقة التسوق الكبرى. كان Palais-Royal عبارة عن مجمع من الحدائق والمتاجر وأماكن الترفيه الواقعة على المحيط الخارجي للأراضي ، تحت الأعمدة الأصلية. تضم المنطقة حوالي 145 متجرا ومقهى وصالونا وصالونات لتصفيف الشعر ومكتبات ومتاحف والعديد من أكشاك المرطبات بالإضافة إلى مسرحين. تتخصص منافذ البيع بالتجزئة في السلع الفاخرة مثل المجوهرات الراقية والفراء واللوحات والأثاث المصممة لجذب النخبة الثرية. كان تجار التجزئة الذين يعملون خارج مجمع القصر من بين الأوائل في أوروبا الذين تخلوا عن نظام المقايضة واعتمدوا أسعارا ثابتة وبالتالي تجنيبوا عملائهم متاعب المقايضة. تم تجهيز المتاجر بنوافذ خارجية زجاجية طويلة سمحت للطبقات الوسطى الناشئة بالتسوق من النوافذ والانغماس في الأوهام ، حتى عندما لم يكونوا قادرين على تحمل أسعار التجزئة المرتفعة. وهكذا ، أصبح Palais-Royal أحد الأمثلة الأولى لأسلوب جديد من أروقة التسوق ، يرتاده كل من الطبقة الأرستقراطية والطبقات الوسطى. اكتسبت سمعة باعتبارها موقعا للمحادثة المتطورة ، تدور حول الصالونات والمقاهي والمكتبات ، ولكنها أصبحت أيضا مكانا يرتاده الجنود خارج الخدمة وكانت مطاردة مفضلة للبغايا ، وكثير منهن استأجرن شققا في المبنى. وضع Burlington Arcade في لندن ، الذي تم افتتاحه في عام 1819 ، نفسه كمكان أنيق وحصري منذ البداية.  تشمل الأروقة الكبرى البارزة الأخرى في القرن التاسع عشر غاليري رويال سانت هوبير في بروكسل ، الذي تم افتتاحه في عام 1847 ، وافتتح تشيجيك باساجي في اسطنبول في عام 1870 وافتتح غاليريا فيتوريو إيمانويل الثاني في ميلانو لأول مرة في عام 1877. كانت أروقة التسوق مقدمة لمركز التسوق الحديث.
بينما كانت الأروقة مقاطعة البرجوازية ، ظهر نوع جديد من مشاريع البيع بالتجزئة لتلبية احتياجات الفقراء العاملين. كتب جون ستيوارت ميل عن صعود متجر البيع بالتجزئة التعاوني ، والذي شهده مباشرة في منتصف القرن التاسع عشر. يحدد ستيوارت ميل هذه المتاجر التعاونية ضمن حركة تعاونية أوسع كانت بارزة في مدينة مانشستر الصناعية وفي مقاطعتي يوركشاير ولانكشاير. يوثق أحد متاجر البيع بالتجزئة التعاونية المبكرة في روتشديل في مانشستر ، إنجلترا ، "في عام 1853 ، اشترى المتجر مقابل 745 جنيها إسترلينيا ، مستودعا (ملكية حرة) على الجانب الآخر من الشارع ، حيث يحتفظون بمخازنهم من الدقيق ولحوم الجزار والبطاطس والمواد المشابهة للبيع بالتجزئة ". اقتبس ستيوارت ميل أيضا من معلق معاصر كتب عن فوائد المتجر التعاوني:
يلتقي المشتري والبائع كأصدقاء. لا يوجد تجاوز من جانب ، ولا شك من جانب آخر ... هذه الحشود من الرجال العاملين المتواضعين ، الذين لم يعرفوا من قبل متى يضعون طعاما جيدا في أفواههم ، والذين كان كل عشاء مغشوشا ، والذين سمحت أحذيتهم بدخول الماء قبل شهر ، وصدريتهم تلمع بغبار الشيطان ، وزوجاتهم يرتدين كاليكو لا يغتسل ، يشترون الآن في الأسواق مثل أصحاب الملايين ، وبقدر ما يذهب نقاء الطعام ، عش مثل اللوردات.

## العصر الحديث
يعرف العصر الحديث للبيع بالتجزئة بأنه الفترة من الثورة الصناعية إلى القرن 21.  في المدن الكبرى ، ظهر المتجر متعدد الأقسام في منتصف إلى أواخر القرن 19 ، وأعاد تشكيل عادات التسوق بشكل دائم ، وأعاد تعريف مفاهيم الخدمة والرفاهية. نشأ مصطلح "متجر متعدد الأقسام" في أمريكا. في إنجلترا في القرن 19 ، كانت تعرف هذه المتاجر باسم إمبوريا أو متاجر المستودعات. في لندن ، ظهرت المتاجر الكبرى الأولى في شارع أكسفورد وشارع ريجنت ، حيث شكلت جزءا من منطقة تسوق حديثة مميزة. عندما حاول ويليام وايتلي ، درابر لندن ، تحويل متجر Bayswater للأقمشة إلى متجر متعدد الأقسام بإضافة قسم اللحوم والخضروات وقسم شرقي في حوالي عام 1875 ، واجه مقاومة شديدة من أصحاب المتاجر الآخرين ، الذين استاءوا من أنه كان يتعدى على أراضيهم ويصطاد عملائهم.  ومع ذلك ، سرعان ما بدأت المتاجر الكبرى في فتح أبوابها في جميع أنحاء الولايات المتحدة وبريطانيا وأوروبا وأستراليا ونيوزيلندا من منتصف القرن التاسع عشر ، بما في ذلك هارودز في لندن في عام 1834. كيندال في مانشستر عام 1836 ؛ سيلفريدجز لندن في عام 1909 ؛ ميسيز من نيويورك في عام 1858 ؛ بلومينغديلز في عام 1861 ؛ ساك في عام 1867 ؛ سيرز في عام 1893 ؛ نوردستروم في عام 1901 ؛ جي سي بيني في عام 1902 ؛ لوبون مارشيه من فرنسا في عام 1852 ؛ غاليري لافاييت من فرنسا في عام 1905 ؛ ديفيد جونز في عام 1838 ؛ هاريس سكارف في عام 1849 ؛ ماير في عام 1900 ؛ هارولدز في عام 1985 ؛ H &J سميث في عام 1900 ؛ والمزارعين في عام 1909. تضمنت ابتكارات القرن العشرين الأخرى في تجارة التجزئة سلسلة متاجر ، وطلب البريد ، والتسويق متعدد المستويات (البيع الهرمي أو التسويق الشبكي ، حوالي عشرينيات القرن العشرين) ، وخطط الحفلات (حوالي ثلاثينيات القرن العشرين) والتجارة الإلكترونية B2C.
كانت العديد من المتاجر الكبرى المبكرة أكثر من مجرد مركز تجاري للبيع بالتجزئة. بدلا من ذلك كانت أماكن حيث يمكن للمتسوقين قضاء أوقات فراغهم والترفيه. قدمت بعض المتاجر الكبرى غرف للقراءة ومعارض فنية وحفلات موسيقية. تحتوي معظم المتاجر الكبرى على غرف شاي أو غرف طعام وتوفر مناطق علاج حيث يمكن للسيدات الانغماس في مانيكير. أصبح عرض الأزياء ، الذي نشأ في الولايات المتحدة في حوالي عام 1907 ، حدثا رئيسيا للعديد من المتاجر الكبرى ، كما تم استخدام ظهور المشاهير بشكل كبير. تضمنت الفعاليات ذات الطابع الخاص سلعا من الشواطئ الأجنبية ، مما عرض المتسوقين على الثقافات الغريبة للشرق والشرق الأوسط. أحد هذه الأسواق التي استخدمت الأحداث ذات الطابع الخاص كان دايتون أركيد. استخدمت احتفالات يوم الافتتاح في عام 1904 أكشاك ذات طابع خاص لتعريف المتسوقين بالسلع من جميع أنحاء العالم.
خلال هذه الفترة ، عمل تجار التجزئة على تطوير ممارسات تسويق التجزئة الحديثة. من بين التجار الرواد الذين ساهموا في أساليب تسويق وإدارة التجزئة الحديثة: إيه تي ستيوارت ، بوتر بالمر ، جون واناماكر ، مونتغمري وارد ، مارشال فيلد ، ريتشارد وارن سيرز ، رولاند ميسي ، جي سي بيني ، فريد لازاروس ، الأخوان إدوارد وويليام فيلين وسام والتون.
البيع بالتجزئة ، باستخدام طلب البريد ، جاء من سن الرشد خلال منتصف القرن 19. على الرغم من أن مبيعات الكتالوجات قد استخدمت منذ القرن 15 ، إلا أن طريقة البيع بالتجزئة هذه اقتصرت على عدد قليل من الصناعات مثل بيع الكتب والبذور. ومع ذلك ، أدت التحسينات في خدمات النقل والبريد إلى قيام العديد من رواد الأعمال على جانبي المحيط الأطلسي بتجربة مبيعات الكتالوجات. في عام 1861 ، أرسل الويلزي درابر برايس برايس جونز كتالوجات للعملاء الذين يمكنهم تقديم طلبات لملابس الفانيلا التي تم إرسالها بعد ذلك بالبريد. وقد مكن ذلك برايس جونز من توسيع قاعدة عملائه في جميع أنحاء أوروبا. بعد عقد من الزمان ، ابتكر بائع التجزئة الأمريكي ، مونتغمري وارد ، أيضا نظام مبيعات الكتالوج والطلب عبر البريد. تألف كتالوجها الأول الذي صدر في أغسطس 1872 من قائمة أسعار 8 في × 12 بوصة (20 سم × 30 سم) ، تسرد 163 عنصرا للبيع مع تعليمات الطلب التي كتب وارد النسخة لها. كما ابتكر عبارة "الرضا مضمون أو استرداد أموالك" التي تم تنفيذها في عام 1875. بحلول عام 1890 ، كان سيرز وروبوك يستخدمان أيضا طلب البريد بنجاح كبير.
طور إدوارد فيلين ، أحد مؤيدي النهج العلمي لإدارة البيع بالتجزئة ، مفهوم الصفقة التلقائية Basement. على الرغم من أن قبو Filene لم يكن أول "قبو صفقة" في الولايات المتحدة ، إلا أن مبادئ "عمليات التخفيض التلقائي" ولدت الإثارة وأثبتت أنها مربحة للغاية. بموجب خطة Filene ، كان لا بد من بيع البضائع في غضون 30 يوما أو تم تخفيضها. بعد 12 يوما أخرى ، تم تخفيض البضائع بنسبة 25٪ ، وإذا كانت لا تزال غير مباعة بعد 18 يوما أخرى ، فقد تم تطبيق تخفيض إضافي بنسبة 25٪. إذا بقيت البضائع غير مباعة بعد شهرين ، فقد أعطيت للجمعيات الخيرية. كان فيلين رائدا في علاقات الموظفين. وضع برنامجا لتقاسم الأرباح ، والحد الأدنى للأجور للنساء ، وأسبوع عمل لمدة 40 ساعة ، وعيادات صحية وإجازات مدفوعة الأجر. كما لعب دورا مهما في تشجيع جمعية Filene التعاونية ، "ربما أقدم اتحاد شركات أمريكية". من خلال هذه القناة ، شارك بشكل بناء مع موظفيه في عمليات المفاوضة الجماعية والتحكيم.
في فترة ما بعد الحرب ، طور المهندس المعماري الأمريكي فيكتور جروين مفهوما لمركز تسوق. مجمع تسوق مخطط وقائم بذاته يكتمل بساحة داخلية وتماثيل ومخططات زراعة وموسيقى أنابيب ومواقف للسيارات. كانت رؤية Gruen هي خلق جو تسوق يشعر فيه الناس بالراحة ، ويقضون المزيد من الوقت في البيئة ، وبالتالي تعزيز فرص الشراء. تم افتتاح أول هذه المراكز التجارية في نورثلاند مول بالقرب من ديترويت في عام 1954. واستمر في تصميم حوالي 50 مركزا تجاريا من هذا القبيل. نظرا لنجاح مفهوم المركز التجاري ، تم وصف Gruen بأنه "المهندس المعماري الأكثر نفوذا في القرن العشرين من قبل صحفي في نيويوركر". 
طوال القرن العشرين ، أصبح الاتجاه نحو آثار أقدام المتاجر الأكبر واضحا. نما متوسط حجم سوبر ماركت الولايات المتحدة من 31,000 قدم مربع (2,900 م 2) قدم مربع في عام 1991 إلى 44,000 قدم مربع (4,100 م2) قدم مربع في عام 2000. في عام 1963 ، افتتح كارفور أول هايبر ماركت في سانت جينيفيف دي بوا ، بالقرب من باريس ، فرنسا. بحلول نهاية القرن العشرين ، كانت المتاجر تستخدم ملصقات مثل متاجر "المتاجر الضخمة" ومتاجر "المستودعات" لتعكس حجمها المتزايد. في أستراليا ، على سبيل المثال ، تحولت سلسلة الأجهزة الشهيرة ، Bunnings من "مراكز منزلية" أصغر (مساحة أرضية للبيع بالتجزئة أقل من 5,000 متر مربع (54,000 قدم مربع)) إلى متاجر "مستودعات" (مساحة أرضية للبيع بالتجزئة بين 5,000 متر مربع (54,000 قدم مربع) و 21,000 متر مربع (230,000 قدم مربع)) من أجل استيعاب مجموعة واسعة من السلع واستجابة للنمو السكاني وتغيير تفضيلات المستهلكين. لم يكن الاتجاه التصاعدي لزيادة مساحة البيع بالتجزئة متسقا عبر الدول وأدى في أوائل القرن 21 إلى فرق 2 أضعاف في نصيب الفرد من القدم المربع بين الولايات المتحدة وأوروبا.
مع تبلور القرن 21st ، تشير بعض المؤشرات إلى أن متاجر البيع بالتجزئة الكبيرة قد تعرضت لضغوط متزايدة من نماذج المبيعات عبر الإنترنت وأن التخفيضات في حجم المتجر واضحة. في ظل هذه المنافسة وقضايا أخرى مثل الديون التجارية وكان هناك اضطراب تجاري ملحوظ  يسمى نهاية العالم للبيع بالتجزئة في السنوات الأخيرة حيث تقوم العديد من شركات البيع بالتجزئة  وخاصة في أمريكا الشمالية ، بتقليل عدد متاجرها بشكل حاد أو الخروج من العمل بالكامل بسبب عدد العوامل التي تحدث في تلك الأوقات.